# Padre Cícero
Cicero Romão Batista (Crato, 24 marzo 1844 – Juazeiro do Norte, 20 luglio 1934) è stato un presbitero brasiliano, dichiarato Servo di Dio dalla Chiesa cattolica.
Nella devozione popolare è conosciuto come Padre Cícero o Padim Ciço. Carismatico, ottenne grande prestigio e influenza sulla vita sociale, politica e religiosa dello Stato del Ceará e del nord-est del Brasile.

## Biografia
Batista nacque nel Comune di Crato (Ceará) nel 1844, figlio di Joaquim Romão Batista e Joaquina Vicência Romana. Influenzato dalla lettura della vita di San Francesco di Sales, all'età di dodici anni fece voto di castità.
Nel 1860 Batista frequentò la scuola di Cajazeiras, ma a causa delle difficoltà sorte a seguito della prematura morte del padre, commerciante di Crato, nel 1862 dovette tornare a casa dalla madre e sorelle.
Batista fu ordinato sacerdote il 30 novembre 1870. Dopo l'ordinazione tornò a Crato e insegnò latino nel Colégio Padre Ibiapina, istituto fondato e diretto da José Joaquim Teles Marrocos, suo cugino e amico.

### A Juazeiro
Su invito del maestro Simeão Correia de Macedo, nel dicembre 1871 Batista visitò per la prima volta la piccola comunità di Tabuleiro Grande (all'epoca facente parte di Crato) e celebrò la tradizionale Santa Messa della Notte di Natale (Missa do Galo).
Batista a 28 anni; nell'aprile 1872, si trasferì a Juazeiro con la famiglia.
Molti libri affermano che Batista decise di rimanere a Juazeiro in seguito ad un sogno - o ad una visione avuta in sogno - dopo una lunga giornata di confessioni. Secondo i suoi amici intimi, nella visione Gesù Cristo e i dodici apostoli seduti a un tavolo come nell'Ultima Cena di Leonardo da Vinci, incontrarono una piccola folla di poveri brasiliani del nord-est; Cristo invitava al pentimento per allontanare la distruzione del mondo e esortava Cícero a prendersi cura di quei poveri. Nel 1889 la bocca di Maria de Araújo iniziò a sanguinare mentre riceveva la Santa Comunione da Batista. Mentre la popolazione locale considerò tale episodio come un miracolo, le autorità ecclesiastiche sottoposero il caso al Sant'Uffizio di Roma, che si pronunciò come un caso di eresia e mistificazione. Di conseguenza Batista venne sospeso dalla celebrazione della messa e dei sacramenti nel 1894, anche se continuò a celebrare la messa nella sua chiesa. Nel 1898 incontrò a Roma Papa Leone XIII e gli fu concessa una parziale tregua.

### Apostolato
Batista, inizialmente, abbellì la piccola cappella locale con diverse immagini grazie alle offerte dei fedeli. In seguito iniziò un'intensa predicazione, visitando le persone direttamente nelle loro case, esercitando un'influenza positiva nella comunità, combattendo ubriachezza e prostituzione. La comunità iniziò a crescere, poiché molte persone delle zone vicine furono attratte dalla nuova grande cappella.

### Attività politica
Batista fu attivamente coinvolto nella politica del suo tempo, come membro del Partito Repubblicano Conservatore del Brasile. Quando Juazeiro fu elevato allo status di comune, ne fu nominato primo sindaco e conservò tale carica  per la maggior parte dei successivi vent'anni.
Nonostante alcuni tentativi di metterlo in relazione inizialmente con il comunismo e, successivamente, con la Teologia della Liberazione, Batista rimase profondamente anticomunista. In un'intervista del 1931 affermò: "Il comunismo è stato avviato dal Diavolo... Conosco il comunismo e so che è il male. È la continuazione della guerra degli angeli caduti contro il Creatore e i Suoi figli".

### Morte
Cícero Romão Batista morì il 20 luglio 1934 a Juazeiro do Norte, in Brasile, all'età di 90 anni. Fu sepolto nella cappella della Madre del Perpetuo Soccorso.

## Culto
A Juazeiro do Norte Batista è festeggiato come santo patrono, ed è stata eretta una grande statua in suo onore. Ogni novembre, un pellegrinaggio a questa statua attira centinaia di migliaia di fedeli.
Batista è canonizzato dalla Chiesa Cattolica Apostolica Brasiliana, una chiesa cattolica indipendente. Non è riconosciuto come santo dalla Chiesa cattolica, anche se Papa Benedetto XVI ha proposto uno studio su Batista come candidato alla canonizzazione.
Il 13 dicembre 2015 nell'ambito delle cerimonie di apertura dell'Anno Santo (indetto da Papa Francesco) Fernando Panico, Vescovo di Crato, ha annunciato la riabilitazione dello status di Batista presso la Chiesa Cattolica Romana, quale uomo di straordinarie virtù.

### Processo di beatificazione
Il 20 agosto 2022, durante una messa celebrata in Largo da Capela do Socorro, a Juazeiro do Norte, il vescovo della diocesi di Crato, Magnus Henrique Lopes, annunciò di aver ricevuto una lettera dal Dicastero delle Cause dei Santi, l'organo vaticano preposto ai processi di beatificazione e canonizzazione, informando dell'autorizzazione di Papa Francesco all'apertura del processo di beatificazione di Batista. Batista riceve il titolo di "Servo di Dio".

## Nella cultura di massa
- La miniserie televisiva brasiliana Padre Cicero è incentrata su di lui.